# 米歇尔·沙皮伊
米歇尔·沙皮伊（法語：Michel Chapuis，1941年6月18日—），法国男子皮划艇运动员。他曾代表法国参加1964年夏季奥林匹克运动会皮划艇比赛，获得男子双人划艇1000米银牌。